# Station Shirley (West Midlands)
Shirley (West Midlands) is een spoorwegstation van National Rail in Shirley, Solihull in Engeland. Het station is eigendom van Network Rail en wordt beheerd door West Midland Trains. Het station is geopend in 1908.